# Dermatofyt

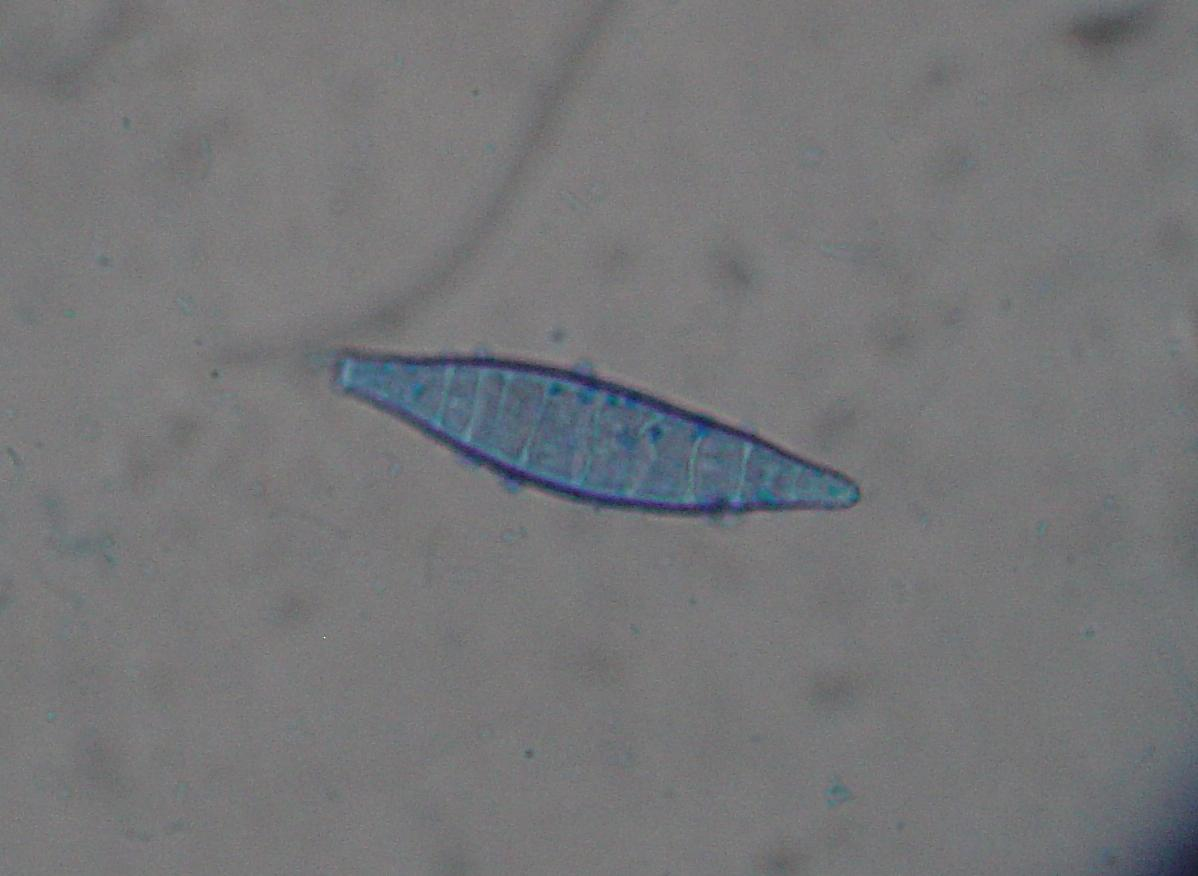
Microsporum canis

Een dermatofyt (Oudgrieks δέρμα, dérma, "huid" en φυτόν, phutón, "plant") is een schimmel die parasitaire infecties veroorzaakt op de huid, haar of nagels. De meeste dermatofyten behoren tot de orde Eurotiales, een orde van zakjeszwammen. Er zijn ongeveer 300 dermatofyte soorten behorend tot de geslachten Trichophyton, Microsporum en Epidermophyton.
Bij de mens veroorzaken vooral dermatofyten als Trichophyton rubrum, T. tonsurans, T. mentagrophytes en Microsporum canis besmettingen van de huid (dermatofytose, ringworm), haar (trichomycose, tinea capitis) en de nagels (onychomycose, kalknagel). Dit dankzij hun capaciteit om voedingsmiddelen uit keratinemateriaal te verkrijgen. De organismen koloniseren de keratineweefsels en de ontsteking wordt veroorzaakt door reactie op metabolische bijproducten.
Een bekende besmetting is ringworm. De dermatofyten dringen gewoonlijk geen levende weefsels binnen, maar koloniseren de buitenlaag van de huid. Nu en dan vallen de organismen onderhuidse weefsels binnen, resulterend in kerionontwikkeling.
De laboratoriumdiagnostiek vindt plaats op het mycologisch laboratorium op de afdeling medische microbiologie.

## Transmissie
Dermatofyten worden overgebracht door direct contact met een besmette (menselijk of dierlijke) gastheer of door direct of indirect contact met besmette afgebladderde huid of haar in kleding, kammen, haarborstels, theaterzetels, kappen, meubilair, bedlinnen, handdoeken, hoteldekens en vloeren van kastruimte. Afhankelijk van de soort kan het organisme maximaal 15 maanden leven. Er is een verhoogde gevoeligheid voor besmetting wanneer er reeds een bestaande verwonding aan de huid is, zoals littekens, brandwonden, of bij koorts.

## Soorten
Soorten dermatophyten
| Anamorf (ongeslachtelijk stadium)                                        | Teleomorf (geslachtelijk stadium) |
| Geslacht Trichophyton                                                    | Geslacht Arthroderma              |
| T. concentricum*                                                         |                                   |
| T. equinum†                                                              |                                   |
| T. gourvilii*                                                            |                                   |
| T. megninii* (syn. T. rosaceum)                                          |                                   |
| T. mentagrophytes† (syn. T. mentagrophytes var. mentagrophytes)          |                                   |
| T. interdigitale* (syn. T. mentagrophytes var. interdigitale† [onjuist]) | A. vananbreuseghemii              |
| T. erinacei† (syn. T. mentagrophytes var. erinacei)                      | A. benhamiae                      |
| T. verrucosum† (syn. T. ochraceum)                                       |                                   |
| T. rubrum*                                                               |                                   |
| T. schoenleinii*                                                         |                                   |
| T. simii†                                                                | A. simii                          |
| T. soudanense*                                                           |                                   |
| T. tonsurans*                                                            |                                   |
| T. violaceum*                                                            |                                   |
| T. yaoundei*                                                             |                                   |
| Geslacht Microsporum                                                     |                                   |
| M. audouinii*                                                            |                                   |
| M. canis†                                                                | A. otae                           |
| M. equinum†                                                              |                                   |
| M. ferrugineum*                                                          | A. fulva                          |
| M. fulvum§                                                               |                                   |
| M. gallinae†                                                             |                                   |
| M. gypseum§                                                              | A. gypsea en A. incurvata         |
| M. nanum†                                                                | A. obtusa                         |
| M. persicolor†                                                           | A. persicolor                     |
| M. praecox§                                                              |                                   |
| M. racemosum§                                                            |                                   |
| M. vanbreuseghemii§                                                      | A. grubyi                         |
| Geslacht Epidermophyton                                                  |                                   |
| E. floccosum*                                                            |                                   |

*Anthrofiele soorten (op mensen); †Zoöfiele soorten (op dieren); §Geofiele soorten (in de grond) bij mensen gevonden

### Bij dieren
Bij dieren meest voorkomende dermatofyten zijn:
| Diersoort         | Meest voorkomende dermatofyten |
| ----------------- | --- |
| Kat               | Microsporum canis (98 %), zelden: Trichophyton mentagrophytes, Microsporum gypseum                                                                                             |
| Hond              | Microsporum canis, Trichophyton mentagrophytes |
| Konijn            | Trichophyton tonsurans, Trichophyton mentagrophytes, zelden: Microsporum canis                                                                                                 |
| Huiscavia         | Trichophyton mentagrophytes, zelden: Microsporum ssp. |
| Rund              | Trichophyton verrucosum |
| Paard             | Microsporum canis, Microsporum equinum, Microsporum gypseum, Trichophyton equinum, minder vaak: Trichophyton verrucosum, Trichophyton mentagrophytes, Trichophyton quinckeanum |
| Goudhamster       | Trichophyton mentagrophytes, zelden: Microsporum ssp. |
| Huismuis          | Trichophyton mentagrophytes |
| Mongoolse renmuis | Microsporum gypseum, Microsporum audouinii, minder vaak: Trichophyton mentagrophytes, Trichophyton verrucosum, Trichophyton rubrum, Trichophyton schönleinii                   |
| Chinchilla's      | Trichophyton mentagrophytes, zelden: Microsporum ssp. |
| Fret              | Microsporum canis |
| Egel              | Trichophyton mentagrophytes, Trichophyton schönleinii, Trichophyton erinacei, Microsporum cookei                                                                               |
| Vogel             | Trichophyton gallinae |
| Schildpad         | Trichophyton beigelii |

## Frequentie van voorkomende soorten
- 76% van de dermatofyte-soorten geïsoleerd van mensen is Trichophyton rubrum.
- 27% is Trichophyton mentagrophytes
- 7% is Trichophyton verrucosum
- 3% is Trichophyton tonsurans
- minder dan 1% zijn Epidermophyton floccosum, Microsporum audouinii, Microsporum canis, Microsporum equinum, Microsporum nanum, Microsporum versicolor, Trichophyton equinum, Trichophyton kanei, Trichophyton raubitschekii, and Trichophyton violaceum.

Bij vee en huisdieren is het soortenmengsel heel anders.